# Parafia św. Katarzyny Aleksandryjskiej w Grylewie
Parafia Świętej Katarzyny Aleksandryjskiej w Grylewie jest jedną z 9 parafii leżącą w granicach dekanatu wągrowieckiego. Erygowana w XIII/XIV wieku.

## Dokumenty
Księgi metrykalne: 
- ochrzczonych od 1811 roku
- małżeństw od 1871 roku
- zmarłych od 1839 roku